# Тихомирово (Московская область)
Тихоми́рово (до 1926 года — Негодяево) — деревня в Клинском районе Московской области России. Население — 10 чел. (2010).
Относится к сельскому поселению Петровское, до муниципальной реформы 2006 года относилась к Петровскому сельскому округу.

## Население
| 1852 | 1859 | 1890 | 1926 | 2002 | 2006 | 2010 |
| ---- | ---- | ---- | ---- | ---- | ---- | ---- |
| 375  | ↘371 | ↗521 | ↘352 | ↘9   | ↘7   | ↗10  |

## Расположение
Находится вблизи автодороги Р107 Клин — Лотошино, примерно в 16 км к юго-западу от города Клина, на правом берегу реки Малой Сестры (бассейн Иваньковского водохранилища). В деревне одна улица — Дружбы. Ближайшие населённые пункты — деревня Теренино и село Петровское.

## Исторические сведения
В «Списке населённых мест» 1862 года Негодяева — казённая деревня 1-го стана Клинского уезда Московской губернии по Волоколамскому тракту, в 21 версте от уездного города, при реке Малой Сестре, с 52 дворами и 371 жителем (170 мужчин, 201 женщина).
По данным на 1890 год входила в состав Петровской волости Клинского уезда, число душ составляло 521 человек.
В 1913 году — 91 двор.
Согласно постановлению президиума ВЦИК от 16 августа 1926 года переименована в Тихомирово.
По материалам Всесоюзной переписи населения 1926 года — центр Тихомировского сельсовета Петровской волости, проживало 352 жителя (167 мужчин, 185 женщин), насчитывалось 78 хозяйств, среди которых 71 крестьянское.
С 1929 года — населённый пункт в составе Клинского района Московской области.

## Известные жители
18 февраля (2 марта) 1900 года в деревне родился Арсений Григорьевич Зверев — советский государственный деятель. Нарком, затем министр финансов СССР в 1938—1960 (с перерывом в 1948 году).
Арсений Григорьевич Зверев: «… из-за самодурства помещика-крепостника ее назвали Негодяевой… И только в 1928 году деревня была переименована в Тихомирово — в память о рабочем  Высоковской мануфактуры Тихомирове, погибшем в схватке с врагами Советской власти.»